# Slaget vid Courtrai
Slaget vid Courtrai var ett slag 11 juli 1302 utanför Kortrijk (franska: Courtrai) i dagens Belgien mellan franska och flamländska trupper.
År 1302 gjorde greve Guy av Flandern uppror mot sin länsherre, Filip den sköne av Frankrike, och tog snart kontroll över nästan hela Flandern. Filip sände Robert II av Artois att återställa ordningen. Guys armé bestod av flamländska köpmän, hantverkare och bönder samt ett fåtal adelsmän. Alla stred till fots, beväpnade med pikar eller stridsklubbor, så kallade goedendag. De franska riddarna var ivriga att göra chock, red igenom sitt eget fotfolk och galopperade mot det flamländska infanteriet med fällda lansar. Flamländarna mötte chocken med slutna led, och kunde sedan enkelt slakta de franska ryttarna vars hästar spetsats på pikarna. Robert själv stupade i slaget. Händelsen fick efteråt benämningen "sporrslakten" efter de på slagfältet funna  gyllene riddarsporrarna.